# Petraliella bisinuata
Petraliella bisinuata är en mossdjursart som först beskrevs av Smitt 1873.  Petraliella bisinuata ingår i släktet Petraliella och familjen Petraliellidae.
Artens utbredningsområde är Mexikanska golfen. Utöver nominatformen finns också underarten P. b. grandis.